# Interakční prvek
Interakční prvek, je takový prvek, který nemusí navazovat na biocentra a biokoridory a tvořit s nimi funkční síť. Je to skladební prvek ÚSES. Působí pouze jako relativně stabilní část krajiny s pozitivním vlivem na své okolí. Za interakční prvek ÚSES můžeme považovat např. doprovodnou zeleň podél komunikace, pokud nespojuje žádná biocentra.